# Бръшлянови
Бръшлянови (Araliaceae) са семейство покритосеменни растения, съставено от около 43 рода и около 1500 вида, състоящи се предимно от дървесни и някои тревисти растения. Морфологията на семейство Бръшлянови варира в широки граници, но се различава предимно по своя дървесен хабитус, тропическо разпространение и наличието на прости сенници.
Има множество растения със стопанско значение. Някои родове, като бръшляна (Hedera), фатсия (Fatsia) и шефлера (Schefflera), се използват като декоративни зелени растения. Семейството включва и Panax ginseng, чийто корен женшен се използва в традиционната китайска медицина.

## Преглед
Морфологията на Бръшлянови варира в широки граници. Много изследвания са установили, че няма обединяваща характеристика, според която да се класифицират видовете в семейството. Като цяло, видовете в Бръшлянови имат големи, обикновено алтернативни листа, често с ароматни етерични масла, петлистни цветя, два до пет плодолиста, прости сенници и плодове без карпофори или маслени кухини. Някои таксони имат бодли, видовете в семейството често са дървесни, по-рядко тревисти. Макар Бръшлянови да е предимно тропическо семейство, някои видове са ендемични за региони с умерен климат. Срещат се в Америка, Евразия, Африка, Австралия, Нова Зеландия, Нова Каледония и островите в Тихия океан.
Някои примери за Бръшлянови включват дървото Aralia spinosa, Olopanax horridus, бръшлян (Hedera spp., включително H. helix) и билки като женшен (Panax spp.). Листата понякога са подобни на тези на лавровото дърво и са лесни за сглобяване; когато са сложни, те са тричленни, перести или длановидни.
Бръшлянови се срещат в плувиалните планински гори, много влажните планински гори и влажните равнинни речни гори. Присъстват  се и в лаврови гори, планински екваториални гори и топли, влажни местообитания.

## Таксономия и систематика
Бръшлянови е едно от шестте семейства покритосеменни растения, които APG IV признава за принадлежащи към разред Сенникоцветни в рамките на астеридите. Приема се, че Бръшлянови е монофилетичен клон в рамките на Сенникоцветните.

## Подсемейства и родове
Подсемейство Aralioideae
- Anakasia
- Aralia
- Astrotricha
- Brassaiopsis
- Cephalaralia
- Cheirodendron
- Chengiopanax
- Cussonia
- Dendropanax
- Eleutherococcus
- ×Fatshedera
- Fatsia
- Gamblea
- Harmsiopanax
- Hedera
- Heteropanax
- Kalopanax
- Macropanax
- Megalopanax
- Merrilliopanax
- Meryta
- Metapanax
- Motherwellia
- Neocussonia
- Oplopanax
- Oreopanax
- Osmoxylon
- Panax
- †Paleopanax
- Plerandra
- Polyscias (включва предишните родове Arthrophyllum и Cuphocarpus като подродове)
- Pseudopanax
- Raukaua
- Schefflera
- Sciadodendron
- Seemannaralia
- Sinopanax
- Stilbocarpa
- Tetrapanax
- Trevesia
- Woodburnia

Подсемейство Hydrocotyloideae
- Hydrocotyle
- Trachymene

Подсемейство Incertae sedis
- †Araliaceoipollenites (открит полен във фосили)

## Галерия
- Schefflera arboricola
- Oplopanax horridus
- Eleutherococcus sieboldianus
- Osmoxylon lineare
- Hydrocotyle vulgaris
- Hedera helix
- Aralia spinosa